# Qaryat al-Faw

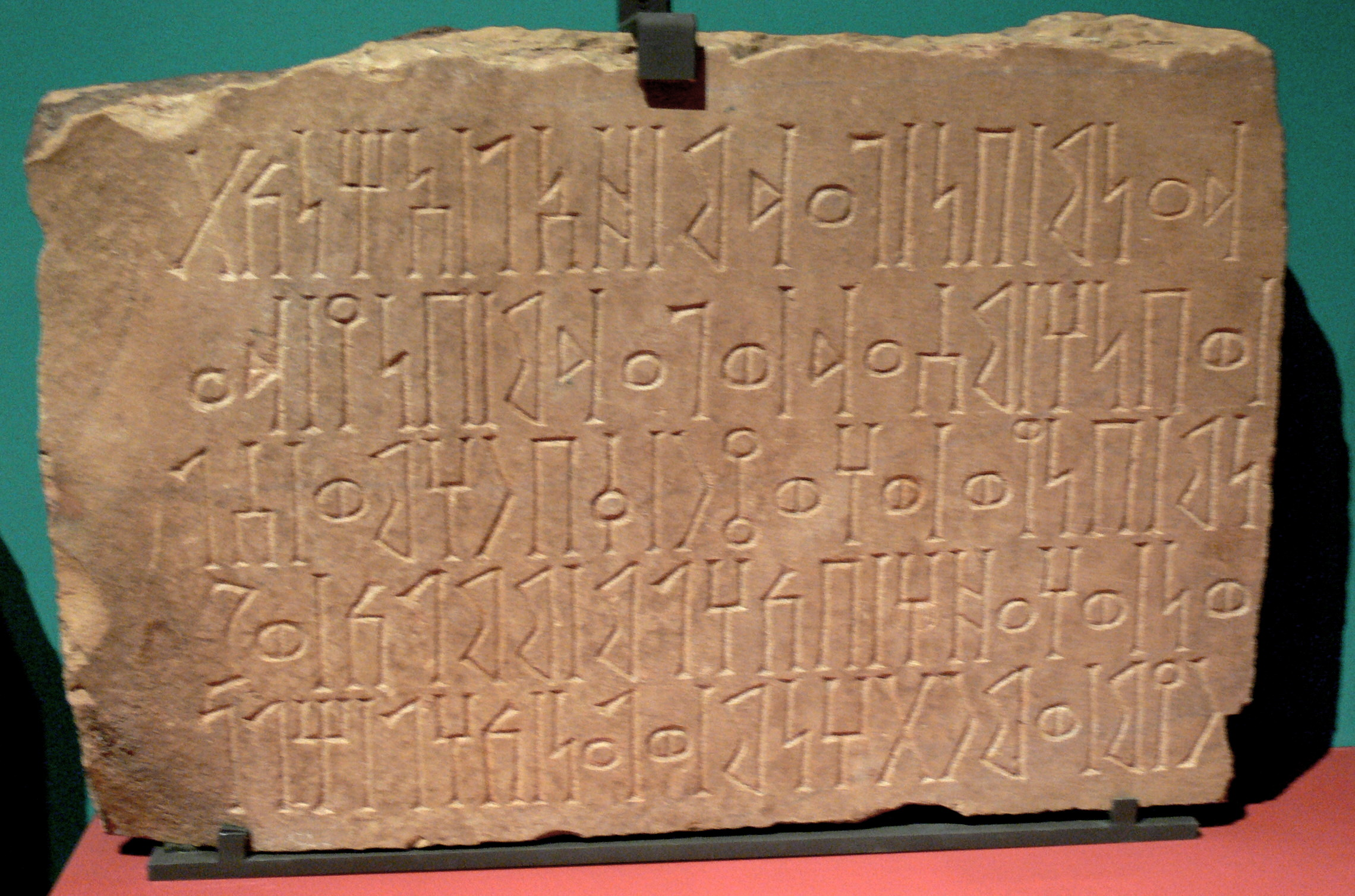
Exposición «Caminos de Arabia» en el Museo de Pérgamo (Berlín): Piedra con inscripción sobre una donación sabea para un mausoleo (a. C.), caliza, 67 × 44 × 12 cm, de Qaryat al-Faw (Museo del Departamento de Arqueología, Universidad Rey Saúd, Riad).

Qaryat Al Faw (en árabe, قرية الفاو) fue sucesivamente la capital de los antiguos reinos de Dhakir, Qahtân y luego de Kinda alrededor del siglo III. Se encuentra a unos 100 km al sur de Wadi ad-Dawasir, y a unos 700 km al suroeste de Riad, la capital de Arabia Saudita. El sitio arqueológico de Al Faw revela varias características, como casas residenciales, mercados, carreteras, cementerios, templos y pozos de agua.
Es famoso entre los lingüistas por ser el sitio de la primera y única certificación del árabe antiguo: una inscripción en escritura sabea que data del siglo I d. C. Se considera que el idioma de la inscripción es un precursor del árabe, que se atestigua por primera vez en la inscripción de Namara 328 d. C. en Siria.

## Historia
Los investigadores saben poco sobre la ciudad. Según las excavaciones arqueológicas, la ciudad data del siglo IV a. C. La ciudad era conocida originalmente por el corpus de inscripciones en el sitio como Qaryat Dhu Kahl. Kahl fue la principal deidad adorada por las tribus árabes de Kinda y Madh'hij. También es conocido por los nombres de Qaryat al-Hamraa (Ciudad Roja) y Dhat al-Jnan (Ciudad de los Jardines) por los habitantes en su período de prosperidad.

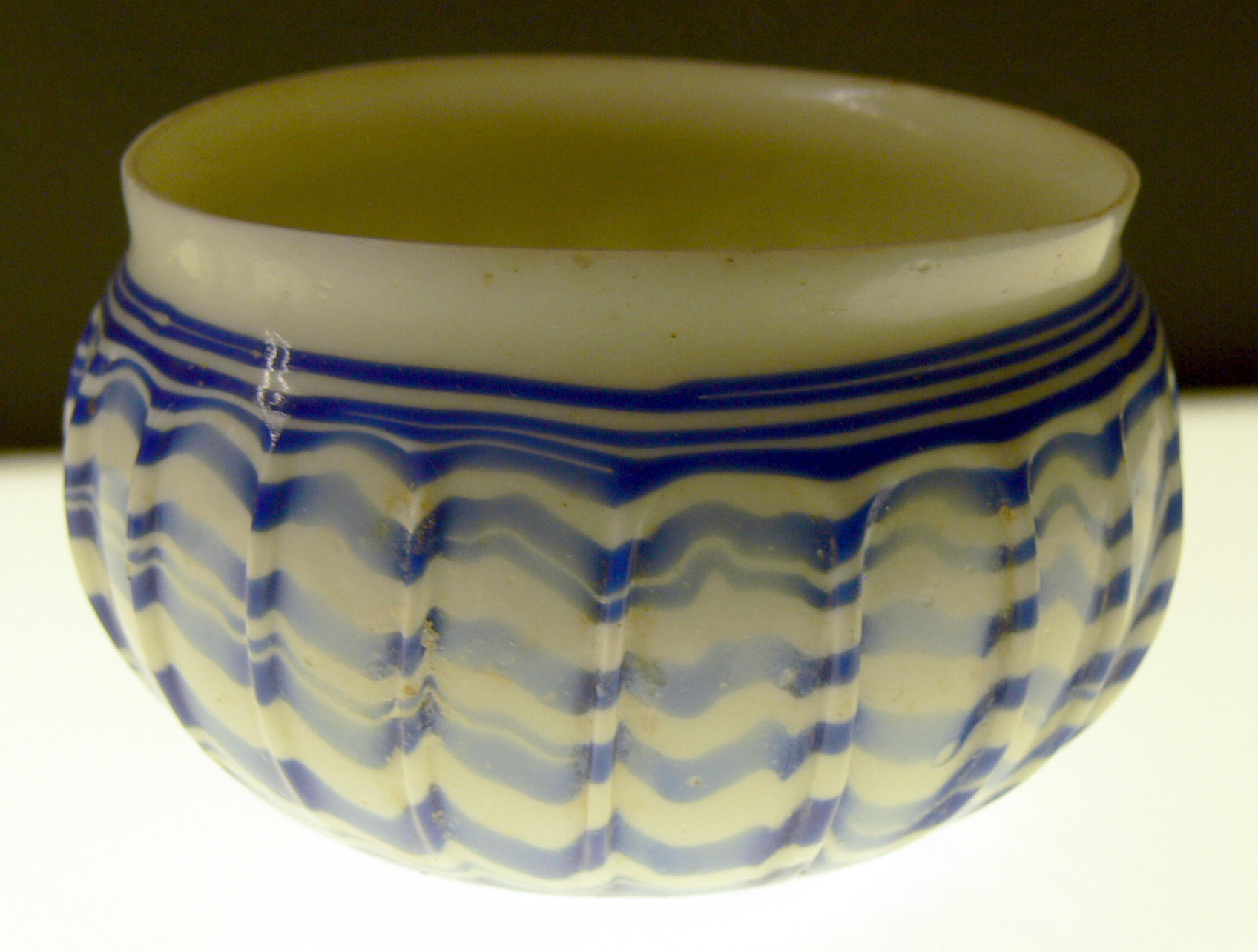
Un viejo recipiente de vidrio hueco del a. C, del pueblo de Al-Faw

La edad de oro de la ciudad se extendió durante casi ocho siglos entre el siglo IV a. C. y el siglo IV d. C. antes de ser abandonada. En su largo período, la ciudad sobrevivió a varios ataques de estados vecinos, como lo sugieren las cuentas sabaeanas de fines del siglo II d. C. También la inscripción de Namara menciona la expedición de Imru 'al-Qays ibn' Amr a Najran, donde llegó a Qaryat al-Faw y expulsó a la tribu gobernante de Madh'hij de la ciudad. Nunca se volvió a mencionar después de ese incidente, excepto en un breve relato de al-Hamdani.
La excavación arqueológica reveló que la ciudad se desarrolló a partir de una pequeña estación de paso de caravanas, en un importante centro comercial, religioso y urbano en el centro de Arabia, el Néyed.

## Arquitectura
El pueblo de Al Faw se encuentra en la frontera noroeste del Barrio Vacío, por lo tanto, se encuentra en la ruta comercial que conecta el sur de la Península arábiga con su noreste. Al Faw era un importante centro comercial y tenía más de diecisiete pozos de agua.

## Descubrimiento

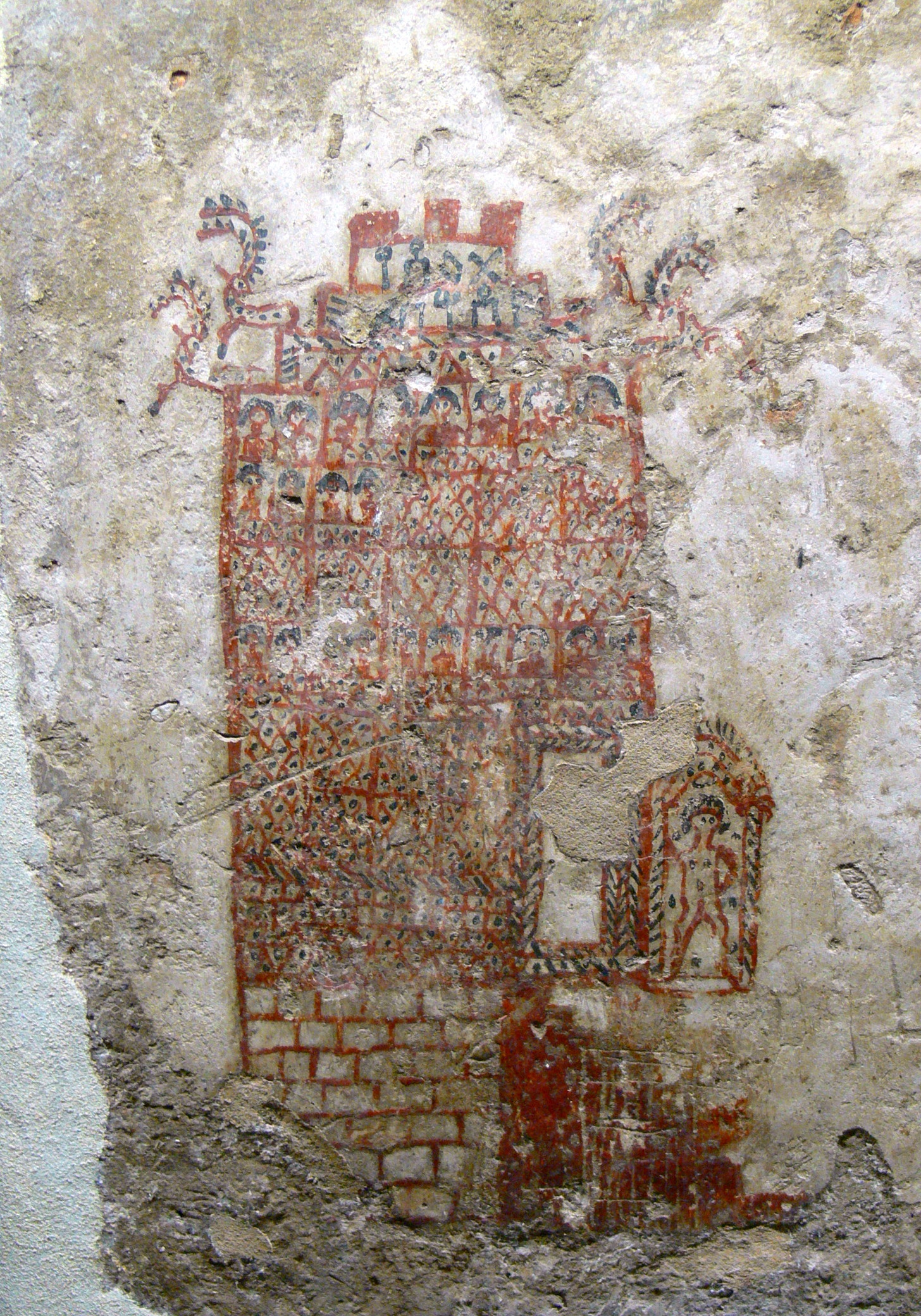
Fragmento de una pintura mural que representa una casa torre con habitantes (-)

El interés en Qaryat al-Fāw como sitio arqueológico se remonta a la década de 1940 cuando algunos trabajadores de la compañía petrolera saudita Aramco hicieron referencia a él. En 1952, tres miembros del personal de la compañía visitaron la ciudad y escribieron sobre ella. En 1996, el pueblo fue visitado por un experto de la agencia de Antigüedades y Museos. En 1976, fue visitado primero por la Asociación de Historia y Antigüedades de la Universidad Rey Saud en Riad y luego por el Departamento de Antigüedades y Museos, ambos con el objetivo de estudiar el sitio y, más específicamente, para identificar la ubicación de la ciudad. El trabajo tuvo lugar entre 1972 y 1995. Las excavaciones arqueológicas fueron realizadas por un equipo del equipo de la Universidad Rey Saúd, de 1970 a 2003, y descubrieron dos sectores principales de la ciudad. El primero era un área residencial, que constaba de casas, plazas, calles y un mercado, mientras que el segundo era un área sagrada, compuesta por templos y tumbas. El plan arquitectónico general es muy indicativo de las ciudades preislámicas en Arabia. Abdulrahman al-Ansary, exprofesor de arqueología en la Universidad Rey Saúd en Riad y miembro del Consejo Consultivo de Arabia Saudita y del Comité de Educación del Consejo es considerado como el fundador del redescubrimiento de la ciudad de Qaryat al-Fāw.

## Condición actual

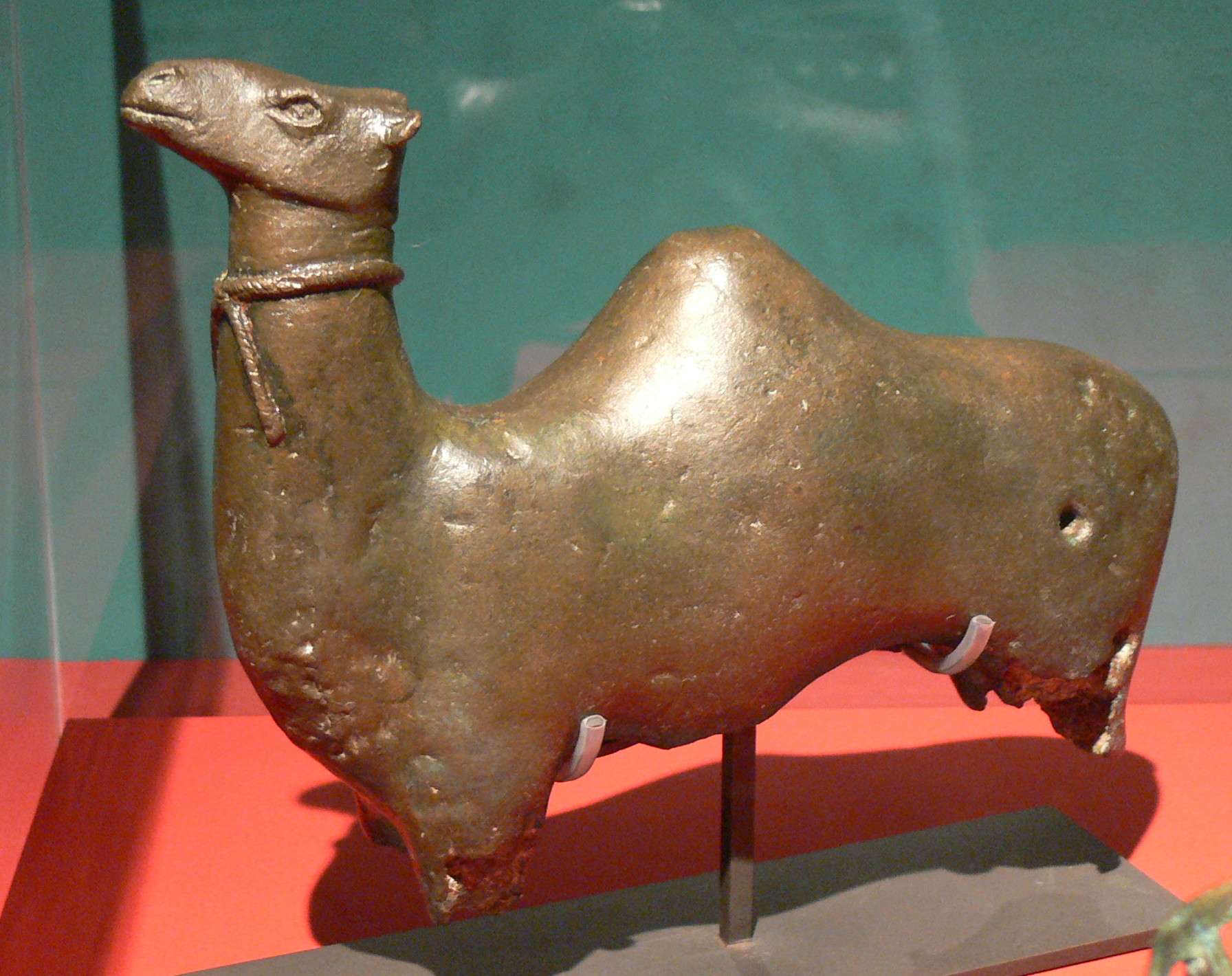
Estatua de un dromedario (siglo II a. C. -)

A partir del 1 de enero de 2014, el sitio está completamente cercado para protegerlo de los saqueadores por parte del gobierno saudita. El sitio es atendido por un cuidador saudita cuya familia tiene vínculos con el área inmediata. El sitio fue autorizado y asignó fondos para mejoras significativas, preservación y la construcción de un moderno centro de visitantes. La construcción debía haberse completado en diciembre de 2013, pero hasta la fecha no se ha iniciado ninguna construcción. El sitio es extremadamente impresionante, con múltiples tumbas de clase Nobelman y Warrior espaciadas a lo largo de la periferia oriental. La tumba de los Reyes reside algo separada y al noroeste de la ciudad. El mercado muestra una erosión significativa de las paredes, que han enterrado casi toda una historia del artificio de 3 o 4 niveles. Hoy en día todavía se pueden ver restos de almacenamiento de granos y hornos de cocción. Ubicado al este de la ciudad, se encuentra un gran jebel, con importantes cuevas y petroglifos.